# Pûrim de los cristianos
 (décembre 2015).
Si vous disposez d'ouvrages ou d'articles de référence ou si vous connaissez des sites web de qualité traitant du thème abordé ici, merci de compléter l'article en donnant les références utiles à sa vérifiabilité et en les liant à la section « Notes et références ».
Le Pûrim de los cristianos est un pourim spécial créé  par les juifs  du Maroc pour  commémorer la défaite du roi Sébastien du Portugal au Maroc lors de la bataille des trois rois .
En juin 1578  une  croisade de la chrétienté en Afrique du nord s'achève avec la bataille des  Trois rois. Y trouvèrent la mort : Sebastien de Portugal, son allié Muhammad al Mutawakkil, qui périt noyé, et Abu marwan Abd al Malikk , sultan de la dynastie saadienne. Le frère de ce dernier lui succéda sous le nom d’Ahmad al-Mansûr.